# Катериновка (Ильиновская сельская община)
Катериновка (укр. Катеринівка) — село на Украине, находится в Константиновском районе Донецкой области.
Расположено у регионального ландшафтного парка "Клебан-Бык", на берегу Клебан-Быкского водохранилища.
Население по переписи 2001 года составляет 670 человек. Почтовый индекс — 85150. Телефонный код — 6272.

## Адрес местного совета
85150, Донецкая область, Константиновский район, с.Катериновка, ул.Кирова, 27